# تپه قلعه دختر
تپه قلعه دختر مربوط به سده‌های اولیه دوران‌های تاریخی پس از اسلام است و در شهرستان بوانات، بخش مرکزی، دهستان سروستان، ۱۰۰ متری جنوب شرقی روستای بزم واقع شده و این اثر در تاریخ ۲۶ اسفند ۱۳۸۶ با شمارهٔ ثبت ۲۱۹۲۲ به‌عنوان یکی از آثار ملی ایران به ثبت رسیده است.